# Galéran V. (Meulan)

Wappen Galérans V.

Galéran de Beaumont († um 1191 vor Akkon) war Graf von Meulan, als solcher hieß er auch Galéran V. de Meulan.
Er war der älteste Sohn von Robert II. de Beaumont und Mathilde von Cornwall.
Bereits ab 1183 beteiligte ihn sein Vater an der Regierung der Grafschaft Meulan. Er heiratete Margerethe von Fougères (Haus Fougères). Die Ehe blieb kinderlos.
Er nahm als Vasall des englischen Königs Richard Löwenherz am Dritten Kreuzzug teil, auf dem er während der Belagerung von Akkon starb.
Auch seine Brüder starben vor seinem Vater. Daher fiel die Grafschaft Meulan nach dessen Tod 1207 an die französische Krone.
| Vorgänger  | Amt                                        | Nachfolger |
| ---------- | ------------------------------------------ | ---------- |
| Robert II. | Graf von Meulan (mit Robert II.) 1183–1191 | Robert II. |

| Personendaten    | Personendaten       |
| ---------------- | ------------------- |
| NAME             | Galéran V.          |
| ALTERNATIVNAMEN  | Galéran de Beaumont |
| KURZBESCHREIBUNG | Graf von Meulan     |
| GEBURTSDATUM     | 12. Jahrhundert     |
| STERBEDATUM      | um 1191             |
| STERBEORT        | Akkon               |